# Handbollsförsvarare
Handbollsförsvarare är en spelare i handboll som har som roll att endast delta i försvarsspel. När handbollsförsvararen ändå är med i anfallsspel är det vanligast att den spelar som mittsexa.
Spelare som är både försvarsspecialister och anfallsspelare kallas tvåvägsspelare. Kända tvåvägsspelare är bland andra Veselin Vujović, Magnus Wislander, Bertrand Gille och Nikola Karabatić.

## Exempel på försvarsspecialister

### Damer
- Karoline Dyhre Breivang
- Sabina Jacobsen
- Johanna Wiberg

### Herrar
- Didier Dinart
- Jerry Hallbäck
- Jimmy Jansson
- Lars Jørgensen
- Magnus Jernemyr
- Tobias Karlsson
- Finn Lemke
- Ola Lindgren
- Viran Morros
- Peter Möller
- Hendrik Pekeler
- Oliver Roggisch
- Andrei Xepkin
- Dmitrij Torgovanov